# Hilding Brosenius
Karl Hilding Brosenius, född 13 januari 1905 i Enköping, död 12 september 2004, var en svensk väg- och vattenbyggnadsingenjör.
Brosenius, som var son till landsfiskal Emil Brosenius och Hilda Nordström, utexaminerades från Kungliga Tekniska högskolan 1926, blev docent i byggnadsteknik där 1947 och var professor 1958–1971. Han var konstruktör vid AB Vattenbyggnadsbyrån 1927–1929, brokonstruktör på Stockholms stads gatukontor 1929–1935, konstruktionschef vid HSB 1935–1945 och teknisk direktör där 1945–1949. I samverkan med olika företag grundade ett antal nya industrier i bland annat Sverige, Storbritannien, USA och Kanada på basis av egna uppfinningar. Han blev teknologie hedersdoktor vid Kungliga Tekniska högskolan 1985. 
Brosenius skrev Lärobok i byggteknik (fyra band), HB-balken (1990), Uppfinnarminnen (1990), En uppfinnare minns (1999) samt artiklar inom bland annat byggnadsteknik, brobyggnad, träskeppsbyggnad och värmeteknik.